# وانوئوچی، گیفو
وانوئوچی، گیفو (به لاتین: Wanouchi, Gifu) یک منطقهٔ مسکونی در ژاپن است که در Anpachi District واقع شده‌است. وانوئوچی ۲۲٫۴ کیلومترمربع مساحت و ۹٬۹۷۶ نفر جمعیت دارد.